# Синоп (катер)

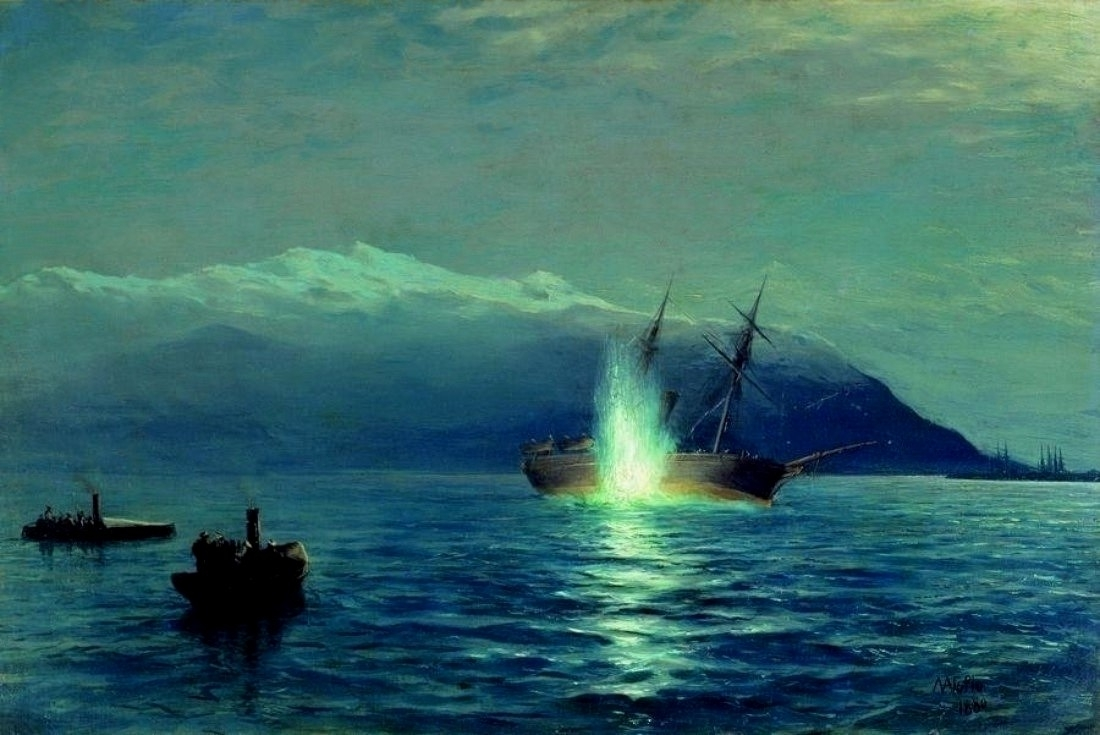
Картина Л. Ф. Лагорио «Потопление катерами парохода „Великий князь Константин“ турецкого парохода „Интибах“ на Батумском рейде в ночь на 14 января 1878 г.»

Синоп — минный катер Российского Императорского флота, отличившийся в ходе Русско-турецкой войны 1877—1878 годов.

## Служба
Один из четырёх катеров, которыми был вооружён минный транспорт «Великий князь Константин». Участник первой в истории успешной торпедной атаки (13-14 января 1878 года).
Первоначально «промерный» (гидрографический) катер. После включения в состав катеров вооружения «Великого князя Константина», 26 декабря 1876 года приказом С. О. Макарова № 21 катеру было присвоено имя «Синоп».
Принимал участие в русско-турецкой войне 1877—1878 годов. В ночь с 15 на 16 декабря 1877 год корабль «Великий князь Константин» подошёл к Батуму и спустил на воду свои минные катера «Чесма» (командир И. М. Зацаренный) и «Синоп» (командир О. И. Щешинский), которые были оснащены новыми самодвижущимися самодвижущимися минами (торпеды) Уайтхеда. После полуночи катера проникли на рейд. В темноте моряки приняли мачты трёх броненосцев, расположенных носом в сторону моря, за трехмачтовое судно, стоящее к ним лагом, и произвели торпедную атаку. Однако торпеды прошли между турецкими кораблями и выскочили на берег, где и взорвались. В ночь с 13 на 14 января 1878 года «Великий князь Константин» снова подошел к рейду Батума и спустил на воду вооруженные торпедами катера «Чесма» и «Синоп». Под прикрытием тумана, катера незамеченными подошли к турецкому двухмачтовому пароходу «Интибах» и произвели атаку. Торпеды достигла цели и получив пробоину в правый борт турецкий пароход затонул. Это было первое успешное применение минно-торпедного оружия русскими кораблями.